# Кучерявенко Олександр Васильович
Олександр Васильович Кучерявенко (рос. Александр Васильевич Кучерявенко; 27 серпня 1987, м. Бєлгород, СРСР) — російський хокеїст, центральний нападник. Виступає за СКА (Санкт-Петербург) у Континентальній хокейній лізі.
Вихованець хокейної школи «Русь» (Москва). Виступав за «Спартак» (Москва), «Салават Юлаєв» (Уфа), СКА (Санкт-Петербург), ХК ВМФ (Санкт-Петербург).
У складі молодіжної збірної Росії учасник чемпіонату світу 2007. У складі юніорської збірної Росії учасник чемпіонату світу 2005.
Досягнення
- Срібний призер молодіжного чемпіонату світу (2007).